# Skuły (gmina)
Skuły (od 1973 Żabia Wola) – dawna gmina wiejska istniejąca do 1954 roku w woj. warszawskim. Nazwa gminy pochodzi od wsi Skuły, jednak siedzibą władz gminy była Bartoszówka.
W okresie międzywojennym gmina Skuły należała do powiatu błońskiego w woj. warszawskim. Po wojnie gmina zachowała przynależność administracyjną. 12 marca 1948 roku zmieniono nazwę powiatu błońskiego na grodziskomazowiecki.
Według stanu z 1 lipca 1952 gmina Skuły składała się z 37 gromad. Gminę zniesiono 29 września 1954 roku wraz z reformą wprowadzającą gromady w miejsce gmin. Jednostki nie przywrócono 1 stycznia 1973 roku po reaktywowaniu gmin, utworzono natomiast jej terytorialny odpowiednik, gminę Żabia Wola.